# Maria Karlsen
Maria Karlsen Wilton Stokholm (* 28. Juni 1971 auf Fünen) ist eine dänische Schauspielerin.

## Leben
Maria Karlsen verbrachte ihre Kindheit und Jugend auf der Insel Fünen, wo sie ihre Schulzeit mit dem Abitur beendete.
Im Jahr 1991 zog sie nach Kopenhagen, wo sie bis heute lebt. Dort absolvierte sie von 1992 bis 1996 ihre Schauspielausbildung an der Staatlichen Theaterhochschule. Ihr Bühnendebüt als Darstellerin hatte sie im Jahr 1995 am Folketeatret. Als Bühnendarstellerin wirkte sie in zahlreichen Theaterstücken wie Romeo und Julia und Macbeth oder in Musicals wie The Rocky Horror Show mit, so unter anderem auch am Odense Teater, am Aarhus Teater oder am Aalborg-Theater. Seit 1996 hat sie als Schauspielerin vor der Kamera in bislang mehr als 20 Film-und-Fernsehproduktionen mitgewirkt. Im Jahr 2016 wurde sie als Beste Hauptdarstellerin mit dem Robert ausgezeichnet. Sie wirkte zudem in mehreren Werbespots im dänischen Fernsehen mit. Sie ist auch als Synchronsprecherin für Zeichentrickfilme aktiv, wie beispielsweise für Tim und Struppi.
Maria Karlsen ist verheiratet.

## Filmografie (Auswahl)
- 1996: Mors dag
- 1998: Angel of the Night
- 1999: Klinkevals
- 2000–2004: Rejseholdet (Fernsehserie)
- 2001: Der serbische Däne
- 2001: Skjulte spor (Fernsehserie, 1 Folge)
- 2002: Unit One – Die Spezialisten (Fernsehserie, 1 Folge)
- 2003–2004: Forsvar (Fernsehserie)
- 2005: Rufmord
- 2006: Anna Pihl – Auf Streife in Kopenhagen (Fernsehserie, 3 Folgen)
- 2007–2008: 2900 Happiness (Fernsehserie)
- 2009: Headhunter
- 2013: Kampen
- 2014: Trekanter af Lykke
- 2017: Perfekte steder (Fernsehserie, 1 Folge)
- 2023: Sommerdahl Murders (Fernsehserie, 2 Folgen)